# بوسالا
بوسالا (به ایتالیایی: Busalla) یک کومونه در ایتالیا است که در استان جنوا واقع شده‌است.

## خصوصیات
بوسالا ۱۷٫۱ کیلومترمربع مساحت و ۵٬۹۰۸ نفر جمعیت دارد و ۳۵۸ متر بالاتر از سطح دریا واقع شده‌است.